# David Scott
David Scott (San Antonio, Texas, 1932. június 6. –) amerikai űrhajós. Teljes neve David Randolph Scott.

## Életpálya
A West Point-i katonai akadémia elvégzése után 1954-ben repülőtisztté avatták. A Massachusetts Institute of Technologyn repülőmérnöki képesítést szerzett. Az Edwards légitámaszponton berepülőpilóta volt. 1963-tól űrhajóskiképzésben részesült. A légierő nyugalmazott ezredese, a NASA repüléskutató központjának az igazgatója.

## Űrrepülések
- A Gemini–8 (1966. március 16.  – 1966. március 17.) másodpilótája.
- Az Apollo–9 (1969. március 3.  – 1969. március 13.) az anyaűrhajó pilótája.
- Az Apollo–15 (1971. július 26. – 1971. augusztus 7.) a holdexpedíció parancsnoka.